# 中間市消防本部
中間市消防本部（なかまししょうぼうほんぶ）は、福岡県中間市の消防部局（消防本部）。管轄区域は中間市全域。

## 概要
出典による。
- 消防本部：中間市中間2丁目2番2号
- 管内面積：15.96km2
- 消防署1カ所
- 配置車両
  - 消防ポンプ車:2
  - 水槽付消防ポンプ車:1
  - 救助工作車:1
  - はしご車:1
  - 救急車:4（予備:1）
  - 資機材搬送車:1
  - 公用車:1
  - 訓練指導車:1

## 沿革
出典による。
- 1964年（昭和39年）12月 -  中間市消防本部・消防署設置

## 組織
- 本部 - 総務課、予防課、警防課
- 消防署 - 中隊 - 3個小隊・救急隊・通信

## 消防署
| 消防署       | 住所            |
| ------------ | --------------- |
| 中間市消防署 | 中間2丁目2番2号 |